# Mastín inglés
El mastín inglés es una raza grande de perro guardián de ganado, moloso de tipo dogo.
En el siglo XVIII se le describió de esta forma: "Lo que el león es para un gato, así es el mastín comparado con un perro."

## Origen

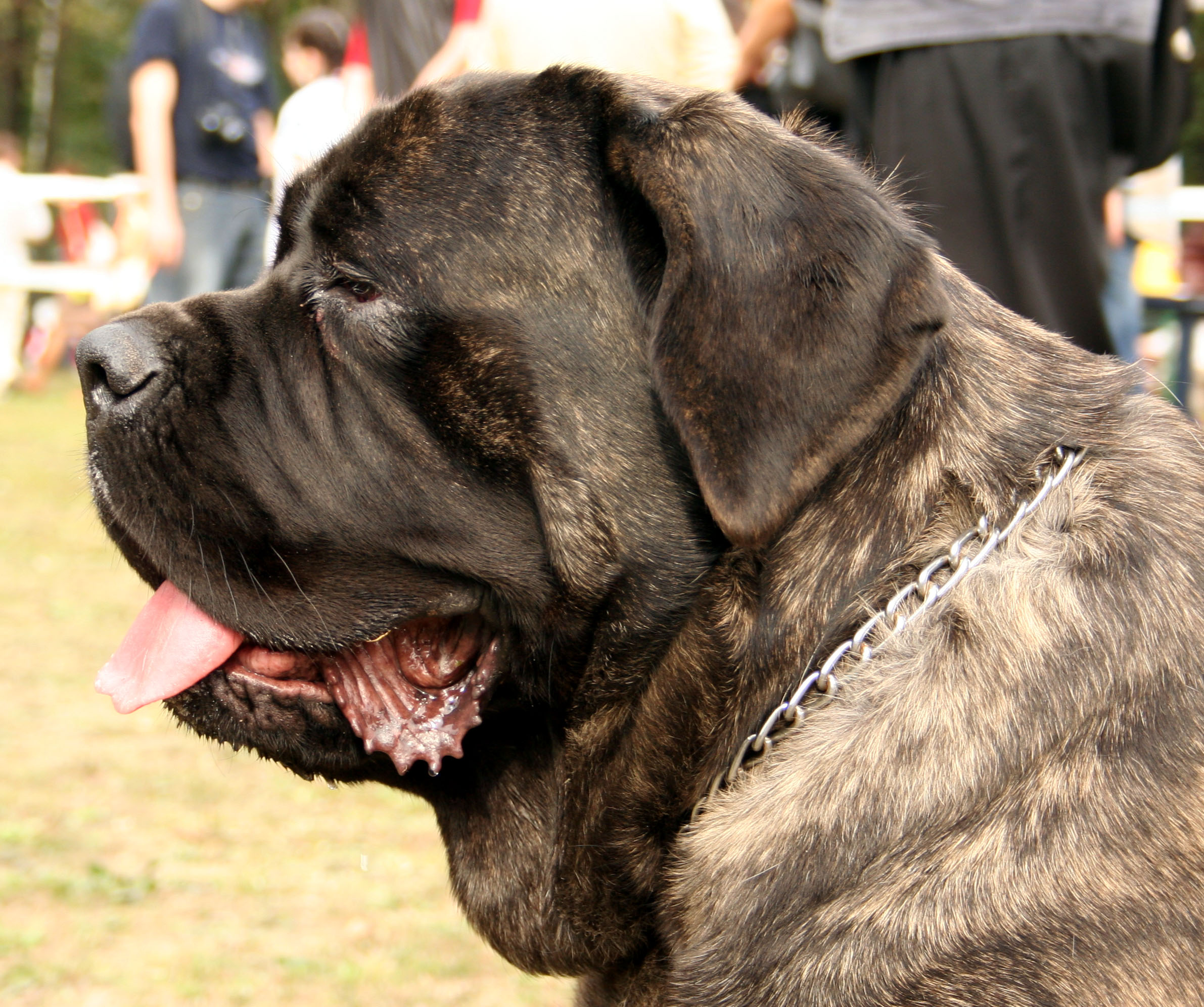
Originalmente valorado por sus habilidades como un feroz guardián y perro de guerra, el mastín inglés de hoy es un "gigante tierno"

Hallándose en Gran Bretaña en épocas que se remontan a la invasión Romana, el noble Mastín inglés y el mastín napolitano probablemente traído a la isla por comerciantes fenicios tan temprano como en el siglo VI a. C. Desde entonces, el Mastín había sido usado como un gladiador en las arenas de los romanos, en el deporte sangriento de combate contra toros, osos y otros perros, así también como guardianes de rebaños, guardaespaldas, protectores y compañeros. Existe evidencia histórica de que un Mastín (posiblemente una hembra) llegó a América a bordo del Mayflower en 1620, pero la documentación sobre la raza en América no se produjo sino hasta el siglo XX. Para el fin de la Segunda Guerra Mundial, los Mastines estaban casi extintos de Inglaterra. Sin embargo, con importaciones de Estados Unidos y Canadá, la raza nuevamente está bien establecida en Inglaterra y ha ganado popularidad en Norteamérica y otros países.

## Apariencia
Es una raza de composición poderosa, corpulento, de cráneo ancho y cabeza de apariencia cuadrada.
De tamaño debe ser muy grande y dar la impresión de poder y fuerza, visto desde cualquier ángulo.  El cuerpo debe ser masivo con gran anchura y profundidad, especialmente entre las patas delanteras, causando que estas estén bien separadas.  Mientras que no se especifica altura o peso para esta raza, la altura aproximada a la cruz es de 70 a 80 cm y el peso de 80 kg a 100 kg para hembras y usualmente 10 kilos o más para machos. Se han registrado mastines que pesan más que 120 kilos.
Su pelo es corto y pegado al cuerpo y el color puede variar, mientras que su hocico, orejas y nariz alrededor de los ojos es siempre negro.

## Temperamento

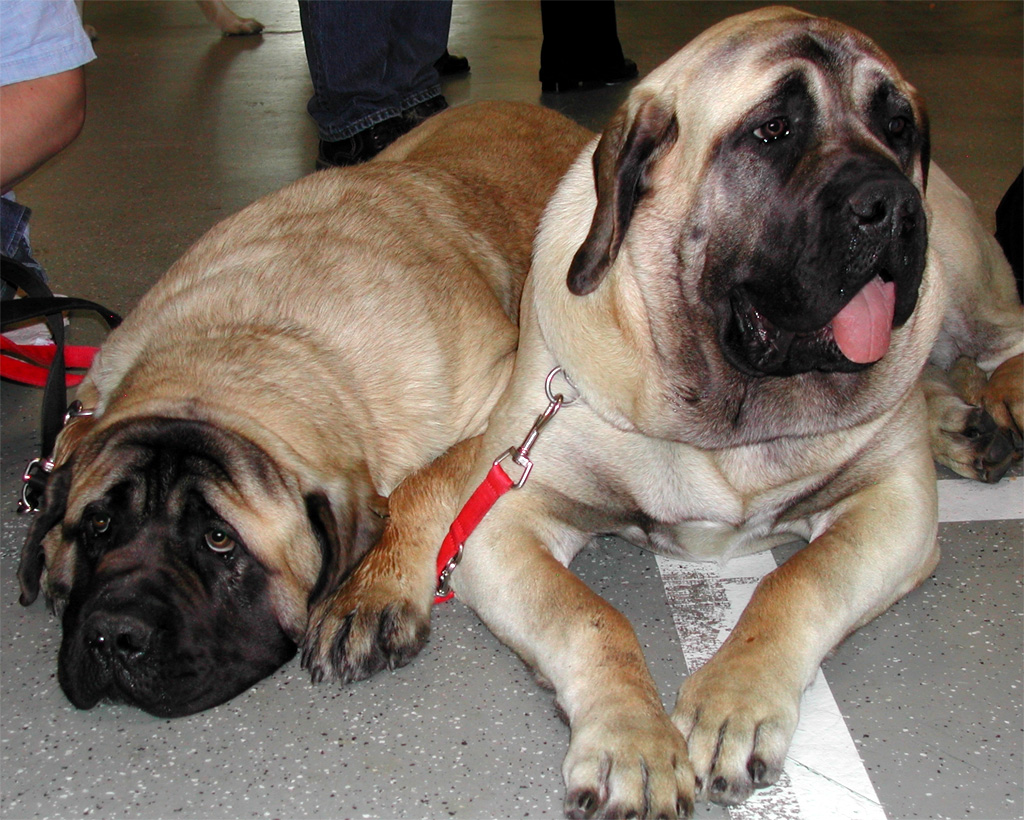
Dos mastines

La raza Mastín es una combinación de grandeza, dignidad, y valentía; calmado y afectuoso hacia su dueño, pero capaz de proteger. Es una mascota de buenos modales pero necesita suficiente campo para estirar su largo cuerpo.  Es una raza extremadamente leal y, aunque no lo demuestra excesivamente, es fiel a su familia y muy bueno con los niños. Puede ser, sin embargo muy celoso en la protección de sus dueños y debe ser manejado sensatamente, puesto que es excepcionalmente poderoso llegando a ser difícil de controlar. Cuando un visitante desconocido entra en el hogar, el Mastín se pondrá entre su dueño y el visitante hasta que su dueño haya reconocido al visitante en una forma que demuestre compasión o parezca amistosa.
El mastín no es una raza destacada por su inteligencia,suelen ser algo torpes.

## Salud

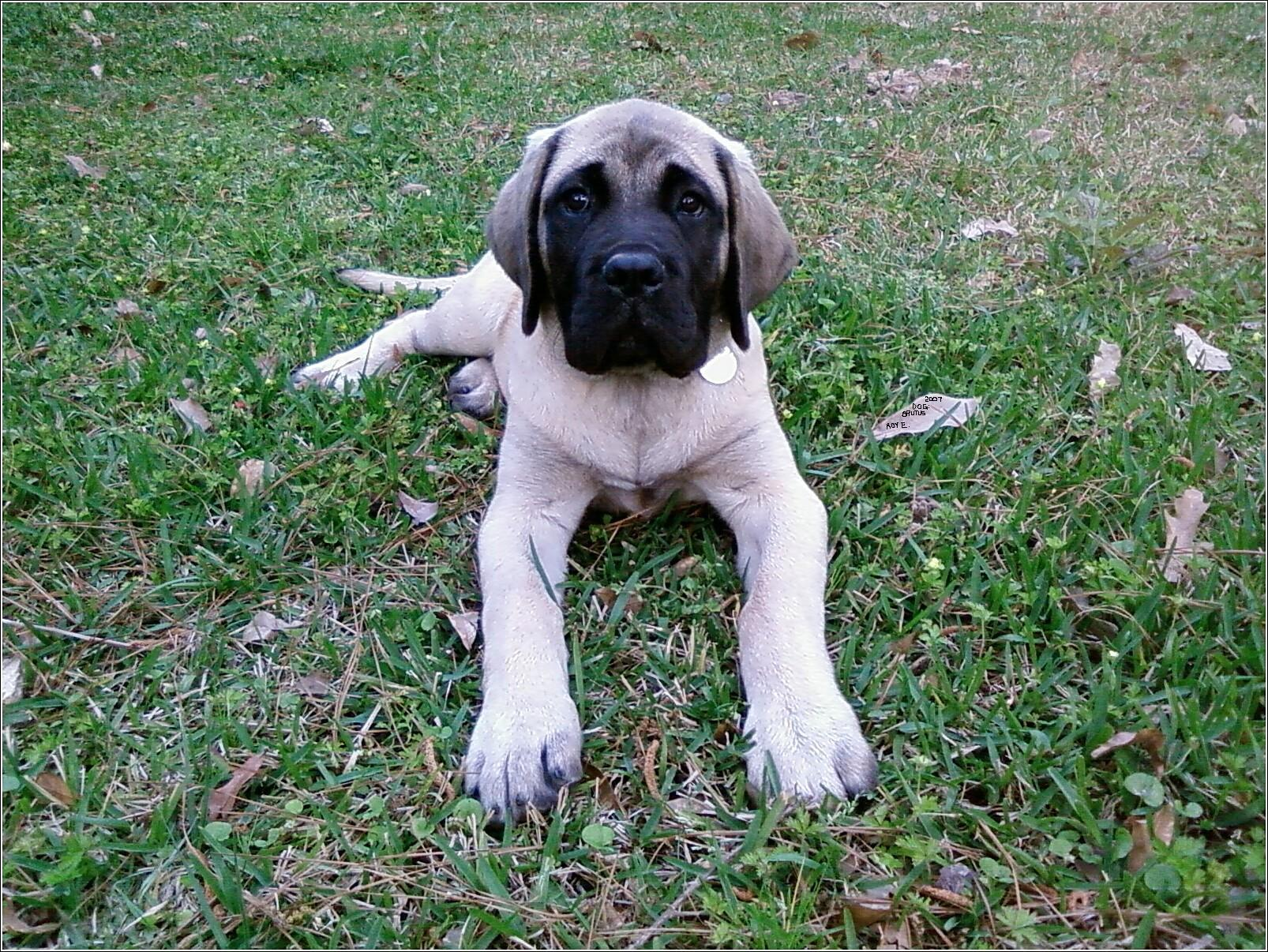
Los cachorros requieren una dieta apropiada debido a su rápido crecimiento

Este es un perro particularmente grande que requiere una dieta correcta y ejercicio para alcanzar de 10 a 12 años de vida. Algunos de los problemas mayores incluyen displasia de caderas y torsión gástrica. Problemas menores son la obesidad, ostosarcoma y cystinuria. 
Durante la compra de un Mastín, los expertos sugieren que al perro se le hagan análisis de las caderas, codos, ojos, tiroides y ADN para poder asegurar que no tenga atrofia retinal progresiva.

## Ejemplares famosos
- "Crown Prince", progenitor de la raza moderna, perro que perteneció al psiquiatra británico L. Forbes Winslow, uno de los sospechosos tras la identidad de Jack el Destripador.
- "Carlo", en El misterio de Copper Beeches (1892), relato de sir Arthur Conan Doyle.
- "Capitán Pickles", en la película She's Out of My League (2010).
- "Zorba", el perro más pesado de la historia del que se tiene registro, fue un ejemplar de mastín inglés que vivió de 1981 a 1992. En 1989 llegó a pesar 156 kilogramos y medio.[8]
- "Conan", "Murray", "Milton", "Robert" y "Lucas", perros del presidente de Argentina Javier Milei.[9]